# La mitad de Óscar
La mitad de Óscar és una pel·lícula espanyola de 2010 dirigida per Manuel Martín Cuenca que està interpretada per Verónica Echegui, Rodrigo Sáenz de Heredia, Denis Eyriey i Antonio de la Torre Martín. Fou estrenada el 9 de març de 2011 a Almeria.

## Sinopsi
Óscar és guàrdia de seguretat en una salina semi-abandonada. Té 30 anys i viu només. La seva vida consisteix a anar cada dia al treball, posar-se l'uniforme, penjar-se la pistola i asseure's a mirar les restes de les muntanyes de sal. Al migdia sol rebre la visita de Miguel, un antic guàrdia jubilat. Miguel arriba amb bicicleta i porta sempre menjar per a esmorzar amb Óscar.
Cada dia, quan acaba el torn, Óscar es canvia de roba, presa l'autobús i torna a casa. El primer que fa és mirar la bústia i revisar el seu contestador, però mai hi ha cartes ni missatges… o, almenys, els que ell espera.
Un dia la rutina es trenca. Óscar arriba a la residència d'ancians on està el seu únic familiar, el seu avi, que pateix Alzheimer. S'ha posat pitjor i ho han traslladat a l'hospital. La directora li conta
que ha avisat a la seva germana… Óscar es queda petrificat; fa dos anys que no sap res d'ella i ni tan sols sabia que en la residència tenien el seu telèfon.
L'endemà passat María apareix a Almeria. Ve acompanyada del seu nuvi, Jean, un francès del qual mai havia sentit parlar Óscar. La relació entre els dos germans sembla tibant, alguna cosa va ocórrer
en el passat que els ha marcat definitivament. María pretén passar pàgina, però ell no està disposat a això.

## Premis i nominacions
Premis de la Unión de Actores
| Any  | Categoria              | Nominada                 | Resultat |
| ---- | ---------------------- | ------------------------ | -------- |
| 2011 | Millor actor revelació | Rodrigo Sáenz de Heredia | Nominat  |

Festival de Cinema d'Espanya de Tolosa de Llenguadoc
| Any  | Categoria         | Nominada        | Resultat  |
| ---- | ----------------- | --------------- | --------- |
| 2011 | Millor fotografia | Rafael de la Uz | Guanyador |
| 2011 | Violette d'Or     | -               | Nominada  |

Festival de Cinema de Gijón
| Any  | Categoria           | Nominada | Resultat |
| ---- | ------------------- | -------- | -------- |
| 2010 | Gran Premi Astúries | -        | Nominada |

Festival Internacional de Cinema de Miami
| Any  | Categoria            | Nominada | Resultat  |
| ---- | -------------------- | -------- | --------- |
| 2011 | Menció especial      | -        | Guanyador |
| 2011 | Gran Premi del Jurat | -        | Nominat   |